# In2ition
In2ition – drugi album chorwackiego duetu 2Cellos. 9 listopada 2012 został wydany w Japonii, 22 grudnia 2012 w Chorwacji a jego światowa premiera miała miejsce 15 stycznia 2013.

## Lista utworów

### Oryginał
1. "Oh Well" (z udziałem Eltona Johna) (Peter Green) (2:35)
2. "We Found Love" (Calvin Harris) (3:34)
3. "Highway To Hell" (Angus Young, Malcolm Young, Bon Scott) (3:31)
4. "Every Breath You Take" (Sting) (3:51)
5. "Suppermassive Black Hole" (Matthew Bellamy) (3:26) (z udziałem Nai Rivery)
6. "Technical Difficulties" (Racer X) (2:46)
7. "Clocks" (Coldplay) (5:39)
8. "Bang Bang" (Sonny Bono) (2:47) (z udziałem Sky Ferreiry)
9. "Voodoo People" (Liam Howlett) (2:47)
10. "Candle in the Wind" (Elton John, Bernie Taupin) (2:48)
11. "Orient Express" (Luka Šulić, Stjepan Hauser) (3:10)
12. "Il Libro Dell Amore" (z udziałem Zucchero) (3:27)
13. "Benedictus" (Karl Jenkins) (6:40)

### WersjaiTunes
Na końcu albumu po utworze "Benedictus" zamieszczono utwór "Californication" Red Hot Chili Peppers.

### Japońskawersja
Na wydanej w Japonii wersji albumu znalazły się po "Benedictus" dodatkowo następujące covery:
1. "Californication" (Red Hot Chili Peppers) (3:48)
2. "Every Breath You Take" (z udziałem Steve'a Huntera) (Sting) (3:51)
3. "Smooth Criminal" (z udziałem Glee) (Michael Jackson) (2:02)
4. "Every Teardrops Is A Waterfall" (Coldplay) (2:44)
5. "Purple Haze" (Jimi Hendrix) (2:29)
6. "Good Riddance (Time of Your Life)" (Billie Joe Armstrong) (2:34)
7. "The Book of Love" (The Magnetic Fields) (3:27)
8. "Kagemusha" (2:58)